# Кизил кроваво-красный
Кизил кроваво-красный(лат. Cornus sanguinea) — листопадный кустарник, вид рода кизил (Cornus), произрастающий на большей части Европы и Западной Азии, от Англии и центральной Шотландии на восток до Каспийского моря. Широко выращивается в качестве декоративного растения. Встречается также под устаревшими синонимичными названиями дёрен кроваво-красный, свиди́на кроваво-красная или свида ярко-красная (лат. Swida sanguinea).

## Ботаническое описание

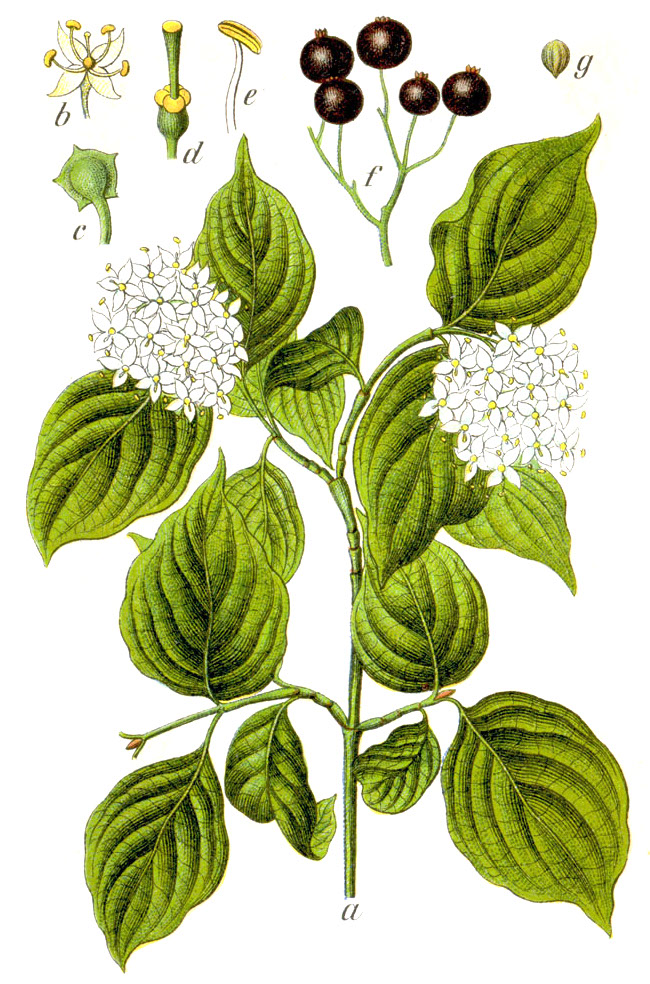

Средний или крупный листопадный кустарник, достигающий высоты 2–6 м, с тёмно-зеленовато-коричневыми ветвями и ветками. Расположение листьев на стебле супротивное. Листовая пластинка длиной 4–8 см, шириной 2–4 см, яйцевидной или продолговатой формы, край листа цельнокрайный. Листья зелёные сверху, с нижней стороны несколько бледнее и шероховатые, с коротким жестким опушением: 509. 
Цветки обоеполые, мелкие 5–10 мм, с четырьмя кремово-белыми лепестками, собраны в щитковидные соцветия диаметром 3–5 см, цветут после облиствления — в первой половине лета и опыляются насекомыми. Плод — шаровидная чёрная ягода-костянка, диаметром 5–8 мм, содержащая одно семя. Ягоды иногда называют «кизил».

## Распространение и экология

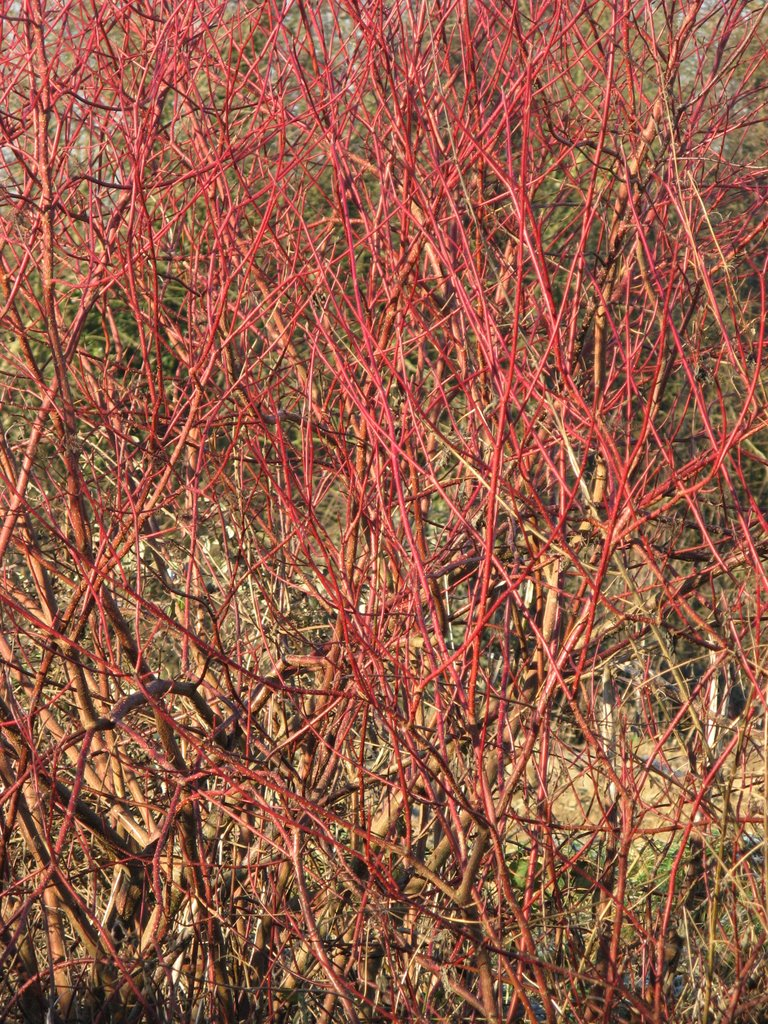
Стебли Cornus sanguinea зимой.

Естественный ареал произрастания вида охватывает большую часть Европы и Западной Азии. На постсоветском пространстве встречается от Прибалтики до низовий Дона.
Вид изобилует в прибрежных полосах, особенно в тенистых местах и оврагах. Растёт в лесах. Встречается среди зарослей колючих кустарников, где соседствует с другими видами, например: Clematis vitalba, Crataegus monogyna, Malus sylvestris, Prunus spinosa, Rubus idaeus или Rubus ulmifolius.
Предпочитает умеренное тепло в солнечных местах, хотя может переносить тень, а в более южных районах его ареал смещается в горы. В прохладных регионах, таких как Скандинавия, произрастает на уровне моря.
Требует лёгких, часто щелочных почв. 
Размножается семенами и корневыми побегами, что делает его эффективным для заселения участков земли и формирования густых посадок. В зависимости от обстоятельств, этот вид может быть инвазивным.

## Использование

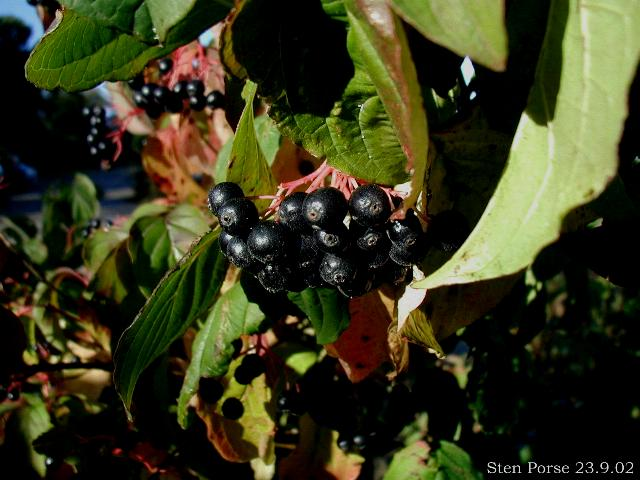
Ягоды Cornus sanguinea

Листья дают пищу для некоторых животных, включая бабочек, таких как чехлоноски. Ягоды поедаются некоторыми млекопитающими и многими птицами. Многие плодоядные воробьиные предпочитают их остальным плодам, выращиваемым людьми. Поэтому растение часто выращивают в органическом садоводстве и пермакультуре, чтобы сохранить посевы от поедания птицами, и в то же время извлекают выгоду из того факта, что даже плодоядные[уточнить] птицы будут охотиться на насекомых-вредителей в период размножения, так как их молодняк требует много белка для роста.
Прямые древесные побеги можно использовать в качестве шипов, шампуров или стрел. Доисторический лучник, известный как Этци, обнаруженный в 1991 году на границе между Италией и Австрией, нес стрелы из дёрена.
Хорошо переносит городские условия, неприхотлив и зимостоек. Поэтому рекомендуется для городского озеленения: в скверах, бульварах, при благоустройстве городских дворов, детских площадок, школьных садов и садов при медицинских учреждениях. Используется для создания живых изгородей.
Размножается семенами и одревесневшими черенками.
В англоязычных странах садовые сорта часто называют англ. Winter Fire («зимний огонь»), потому что осенью листья становятся оранжево-желтыми, а затем опадают, и остаются контрастные яркие красные стебли.

## Таксономия
Cornus sanguinea L. Sp. Pl. 117. 1753.
Вид Кизил кроваво-красный относится к роду Кизил (Cornus) семейства Кизиловые (Cornaceae) порядка Кизилоцветные (Cornales). Кладограмма в соответствии с Системой APG IV по состоянию на декабрь 2023 года:
|  |                                      |  |                                   |                                   |                     |  | ещё 6 семейств | ещё 6 семейств |                       |  |                          |  | еще 58 подтвержденных видов и 31 вид, ожидающих подтверждения | еще 58 подтвержденных видов и 31 вид, ожидающих подтверждения |  |
|  |                                      |  |                                   |                                   |                     |  | ещё 6 семейств | ещё 6 семейств |                       |  |                          |  | еще 58 подтвержденных видов и 31 вид, ожидающих подтверждения | еще 58 подтвержденных видов и 31 вид, ожидающих подтверждения |  |
|  |                                      |  |                                   | порядок Кизилоцветные             |                     |  |                |                | род Кизил             |  |                          |  |                                                               |                                                               |  |
|  |                                      |  |                                   | порядок Кизилоцветные             |                     |  |                |                | род Кизил             |  | 5 внутривидовых таксонов |  |                                                               |                                                               |  |
|  | отдел Цветковые, или Покрытосеменные |  |                                   |                                   | семейство Кизиловые |  |                |                | Кизил кроваво-красный |  |                          |  |                                                               |                                                               |  |
|  | отдел Цветковые, или Покрытосеменные |  |                                   |                                   |                     |  |                |                |                       |  |                          |  |                                                               |                                                               |  |
|  |                                      |  | ещё 63 порядка цветковых растений | ещё 63 порядка цветковых растений |                     |  |                | еще 2 рода     | еще 2 рода            |  |                          |  |                                                               |                                                               |  |
|  |                                      |  |                                   | ещё 63 порядка цветковых растений |                     |  |                |                | еще 2 рода            |  |                          |  |                                                               |                                                               |  |

### Внутривидовые таксоны
- Cornus sanguinea subsp. australis (C.A.Mey.) Jáv.
- Cornus sanguinea subsp. cilicica (Wangerin) D.F.Chamb.
- Cornus sanguinea subsp. czerniaewii Grosset
- Cornus sanguinea subsp. hungarica (Kárpáti) Soó
- Cornus sanguinea subsp. sanguinea

### Синонимы
По данным WFOPL
- Swida sanguinea (L.) Opiz
- Thelycrania sanguinea (L.) Fourr.

Ранее также указывались 
- Cornus citrifolia Wahlenb. nom. illeg.
- Cornus latifolia Bray
- Cornus sanguinea subsp. czerniaewii Grosset
- Cornus sanguinea subsp. sanguinea
- Cornus sylvestris Bubani